# Małgorzata Omilanowska
Małgorzata Omilanowska née Jakubowska, née le 10 avril 1960  à Varsovie, est une historienne de l'art, professeur en sciences humaines et femme politique polonaise.

## Parcours universitaire et professionnel
Après des études à la faculté d'histoire de l'université de Varsovie et à la faculté d'architecture de l'université technique de Berlin, suivies notamment d'un séjour au Royaume-Uni grâce à une bourse de la British Academy, elle fait carrière à l'Institut des arts de l'Académie polonaise des sciences (dont elle devient directrice-adjointe en 1999), tout en enseignant à l'université de Gdańsk (dont elle dirige l'Institut d'histoire des arts à partir de 2008) et participant à des nombreuses institutions dans plusieurs pays (notamment en Allemagne).

## Carrière politique
Nommée en 2012 secrétaire d'État au ministère de la Culture, elle remplace en 2014 Bogdan Zdrojewski, élu au Parlement européen, comme ministre de la Culture et du Patrimoine national.

## Publications
- Architekt Stefan Szyller 1857–1933. Warszawski architekt doby historyzmu (Stefan Szyller (1857-1933), Architecte de Varsovie), Fondation "Historia pro Futuro", Varsovie, 1995, dernière édition, Liber Pro Arte, 2008
- Atlas zabytków architektury w Polsce (coll.), PWN, Varsovie 2001
- Berlin, "Wiedza i Życie", Varsovie 2000
  - traduit et adapté en français par Dominique Brotot, Kelly Rivière et Florence Paban, Hachette tourisme, dernière édition 2014
- Małgorzata Omilanowska, Marek Stańczyk, Tomasz Torbus, Allemagne, traduit et adapté par Dominique Brotot, Hachette Tourisme, 2003
- Gdańsk i Pomorze Wschodnie (Gdańsk et la Poméranie orientale) (coll.), "Wiedza i Życie", Varsovie 2001
- Most i wiadukt księcia Józefa Poniatowskiego (Le pont et le viaduc Józef Poniatowski de Varsovie), PWN, Varsovie 1991
- Nadbałtyckie Zakopane – Połąga w czasach Tyszkiewiczów (La Zakopane de la Baltique : Palanga à l'époque des Tyszkiewicz), Instytut Sztuki PAN, Varsovie 2011
- Polska. Pałace i dwory (La Pologne : châteaux et palais), Sport i Turystyka (pl) – Muza (pl), Varsovie 2004
- Polska. Świątynie, klasztory i domy modlitwy (La Pologne : monastères, cloîtres et lieux de culte), Sport i Turystyka – Muza, Varsovie 2008
- Świątynie handlu. Warszawska architektura komercyjna doby wielkomiejskiej (Les Temples du commerce : l'architecture commerciale à Varsovie), Instytut Sztuki PAN, Varsovie 2004
- Zagadki z historii sztuki (Questions d'histoire de l'art) PWN, Varsovie 2001